# Els jocs de la fam: En flames
Els jocs de la fam: En flames (títol original en anglès, The Hunger Games: Catching Fire) és la segona entrega de la saga Els jocs de la fam de l'escriptora Suzanne Collins. Està dirigida per Francis Lawrence i produïda per Nina Jacobson i Jon Kilik.

## Argument
Contra tot pronòstic, la Katniss Everdeen ha guanyat els Jocs de la Fam anuals amb un altre tribut del seu districte, en Peeta Mellark. Però fou una victòria aconseguida mitjançant el desafiament al Capitoli i a les seves cruels regles. La Katniss i en Peeta haurien d'estar-ne contents. Al capdavall, acaben d'aconseguir per a ells i per a les seves famílies una vida de seguretat i abundància. Però hi ha rumors de rebel·lió, i la Katniss i en Peeta, per a horror seu, són la cara d'aquesta rebel·lió. El Capitoli està furiós i vol venjança.
Durant llur Tour de la Victòria, són testimonis que els districtes comencen a rebel·lar-se. El Districte 8 es defensa dels agents de la pau, així com el Districte 11, en el qual s'inicia una revolta després que la Katniss recordi la Rue i en Thresh, els tributs d'aquest districte assassinats als jocs anteriors. El Capitoli augmenta la seguretat a tots els districtes, canviant el nou cap de pau al Districte 12 per un de molt més cruel i sanguinari.
Mentrestant, els nous Jocs, on aquest any la Katniss serà la mentora, anuncien que seran especials, car celebren el Vassallatge dels 25 (atès que cada 2t anys fan uns jocs especials). I enguany els tributs que jugaran a l'arena seran els antics vencedors. Llavors la Katniss sap que ella haurà de tornar als Jocs, perquè és l'única vencedora del Districte 12. L'home escollit és en Haymitch, però en Peeta s'hi presenta voluntari.
Durant els Jocs, que aquest cop són en una illa on passen coses estranyes i que té forma de rellotge, en la qual depenent de la zona i de l'hora tenen lloc catàstrofes o perills diferents, des de boira verinosa fins a uns ocells que imiten les veus dels seus éssers estimats fins a onades gegants i bèsties sanguinàries. La Katniss surt malferida atès que la Johanna li fa una ferida amb un ganivet per desactivar el seu rastrejador. Aleshores s'adona que hi havia un pla per fugir de l'arena i anar al Districte 13, que realment existeix però ella ho desconeixia. En Peeta no té la mateixa sort i és capturat pel Capitoli, així com la Johanna i l'Enobaria (dos tributs de diferents districtes). Al final rep una visita d'en Gale, qui li diu que la seva família està bé, però que el Districte 12 ha estat destruït.

## Repartiment
- Jennifer Lawrence: Katniss Everdeen
- Josh Hutcherson: Peeta Mellark
- Liam Hemsworth: Gale Hawthorne
- Woody Harrelson: Haymitch Abernathy
- Elizabeth Banks: Effie Trinket
- Philip Seymour Hoffman: Plutarch Heavensbee
- Jeffrey Wright: Beetee Latier
- Stanley Tucci: Caesar Flickerman
- Donald Sutherland: President Coriolanus Snow
- Lenny Kravitz: Cinna
- Sam Claflin: Finnick Odair
- Jena Malone: Johanna Mason
- Willow Shields: Primrose Everdeen
- Toby Jones: Claudius Templesmith
- Lynn Cohen: Mags Flanagan
- Amanda Plummer: Wiress
- Meta Golding: Enobaria
- Bruno Gunn: Brutus
- Alan Ritchson: Gloss
- Stephanie Leigh Schlund: Cashmere